# (400260) 2007 RK87
(400260) 2007 RK87 es un asteroide perteneciente al cinturón de asteroides, descubierto el 10 de septiembre de 2007 por el equipo del Mount Lemmon Survey desde el Observatorio del Monte Lemmon, Arizona, Estados Unidos.

## Designación y nombre
Designado provisionalmente como 2007 RK87.

## Características orbitales
2007 RK87 está situado a una distancia media del Sol de 2,404 ua, pudiendo alejarse hasta 2,882 ua y acercarse hasta 1,926 ua. Su excentricidad es 0,198 y la inclinación orbital 2,457 grados. Emplea 1361,60 días en completar una órbita alrededor del Sol.

## Características físicas
La magnitud absoluta de 2007 RK87 es 17,7.